# Cornwall Gardens
Pour les articles homonymes, voir Cornwall.
Cornwall Gardens est un square de jardin long et étroit à South Kensington, à Londres.
La rue s'étend est-ouest sur Gloucester Road et traverse Launceston Place.

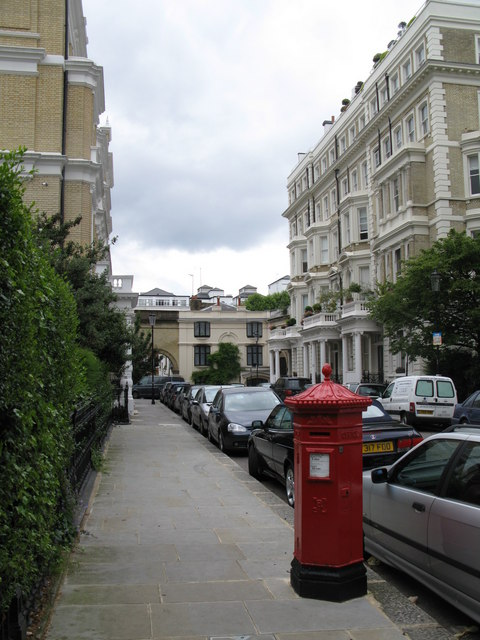
La boîte aux lettres Penfold sur le côté nord des jardins.

Les bâtiments de Cornwall Gardens sont classés Grade II sur la liste du patrimoine national de l'Angleterre en groupes de 6–16, 17–44, 55–82, et 83–93. La paire de maisons à l'extrémité ouest du milieu de la place du jardin, Cornwall House et Garden House, sont conjointement classées Grade II, tout comme les garde-corps qui entourent les maisons.
La boîte à lettres Penfold des années 1860 sur le côté nord des jardins est classée Grade II.
Stanford Court, 45 est un élégant bloc des années 1930 qui abrite plusieurs éminents résidents.
Kynance Mews au nord de la place a été à l'origine construite comme écurie pour le développement de Cornwall Gardens entre 1862 et 1879 ,.

## Résidents notables
- Hardy Amies, créateur de mode (au 29)[3]
- Charles Bowen, Baron Bowen, juge (au 1)[2]
- Ivy Compton-Burnett, romancière (5 Braemar Mansions, 1934 jusqu'à sa mort en 1969)[4],[5]
- Sampson Lloyd, banquier et homme politique (au 3)
- Joaquim Nabuco, ambassadeur du Brésil (au 52)
- Walter Joseph Sendall, gouverneur colonial britannique (au 91)[6]
- Terence Rattigan, dramaturge (né au 100)
- Rotha Lintorn-Orman, femme politique (née au 36)[7]